# إدواردو ماركيز أوباندو
إدواردو ماركيز أوباندو (بالإسبانية: Eduardo Márquez Obando) هو لاعب كرة قدم بيروفي، ولد في 27 مارس 1944 في أريكيبا في بيرو، وتوفي في 3 أغسطس 2020.